# Bellova Ves
Bellova Ves (Hongaars: Vitény) is een Slowaakse gemeente in de regio Trnava, en maakt deel uit van het district Dunajská Streda.
Bellova Ves telt 222 inwoners.